# Caesalpinia gaumeri
Caesalpinia gaumeri är en ärtväxtart som beskrevs av Jesse More Greenman. Caesalpinia gaumeri ingår i släktet Caesalpinia och familjen ärtväxter. Inga underarter finns listade i Catalogue of Life.